# HSC Plzeň
HSC Plzeň, známý též pod názvy TJ Škoda Plzeň či HC Kovopetrol Plzeň byl mužský házenkářský klub z Plzně, který během své existence vybojoval celkem tři tituly mistra republiky, jeden v československé lize (1973/74) a dva po rozpadu Československa v české lize (1997/98 a 1998/99).

## Název
| Roky      | Název               |
| --------- | ------------------- |
| 1953–1956 | TJ Spartak Škoda    |
| 1956–1992 | TJ Škoda Plzeň      |
| 1992–1994 | Jatas Plzeň         |
| 1994–1999 | HC Kovopetrol Plzeň |
| 1999–2001 | HSC Plzeň           |

## Historie
Klub mužské házené při plzeňské „Škodovce“ byl založen v roce 1953. Během padesátých a šedesátých let vybojoval v nejvyšší soutěži řadu 2. a 3. míst, na titul však nikdy nedosáhl. Plzeňští fanoušci se dočkali až v sezóně 1973/74, kdy tým pod vedením trenéra a bývalého vynikajícího střelce Václava Ereta konečně vybojoval svůj první titul. Součástí vítězného týmu byl i pozdější úspěšný trenér Vladimír Haber. Následovala opět medailová umístění, ale k dalšímu titulu vždy kousek chyběl. Ve druhé polovině osmdesátých let nastal ústup ze slávy, klub se umisťoval ve spodní polovině tabulky a v sezóně 1989/90 dokonce z nejvyšší soutěže sestoupil. Sice se rychle vrátil, ale výkony se nemohl měřit se špičkovými kluby.
Po rozpadu Československa se klub přejmenoval nejprve na Jatas Plzeň (sponzorem byly plzeňské jatky) a později na HC Kovopetrol Plzeň. S příchodem Kovopetrolu jako hlavního sponzora v roce 1994 začala nová zlatá éra klubu. Před sezónou 1996/97 se týmu jako trenér ujal člen mistrovského kádru ze sezóny 1973/74 Vladimír Haber a tým výrazně posílil, přišli Roman Bečvář, Martin Šetlík a další. Klub se rychle propracoval na nejvyšší příčky extraligové tabulky. V sezóně 1997/98 Kovopetrol vyhrál základní část soutěže a v play-off postupně vyřadil Jičín 2–0, Zubří 3–2 (rozhodující zápas byl kontumován ve prospěch Plzně kvůli neoprávněnému startu hráče za tým Zubří) a ve finále Karvinou 3–0 na zápasy. Druhý titul v historii klubu přišel po dlouhých 24 letech. Následující sezóna měla podobný scénář jako předchozí. Kovopetrol vyhrál základní část, v play-off vyřadil nejprve Jičín 2–0, pak Karvinou 3–0 a ve finále po velkém boji Frýdek-Místek 3–2 na zápasy. Klub tak oslavil třetí a poslední titul.
Po sezóně 1998/99 odešel Kovopetrol z pozice hlavního sponzora a klub se přejmenoval na HSC Plzeň. Úbytek financí se projevil, v následující sezóně 1999/00 tým ještě obsadil 3. místo, ovšem po vzniku česko-slovenské interligy v roce 2000 nastal postupný ústup ze slávy. Po dvou pátých místech v sezónách 2000/01 a 2001/02 nedokázal klub sehnat finance na další provoz a zanikl.
Klub SSK Talent M.A.T. Plzeň, trojnásobný mistr České republiky z let 2013/14, 2014/15 a 2015/16, nemá s HSC Plzeň nic společného, vznikl z „konkurenčního“ klubu HC Lokomotiva Plzeň.

## Úspěchy
- mistr Československa (1973/74)
- mistr České republiky (1997/98)
- mistr České republiky (1998/99)